# Bizsbuljaki járás
A Bizsbuljaki járás (oroszul Бижбулякский муниципальный район, baskír nyelven Бишбүләк районы) Oroszország egyik járása a Baskír Köztársaságban, székhelye Bizsbuljak.

## Népesség
- 1970-ben 38 401 lakosa volt, melyből 12 058 tatár (31,4%), 3 197 baskír (8,3%).
- 1989-ben 27 781 lakosa volt, melyből 9 722 tatár (35%), 2 896 baskír (10,4%).
- 2002-ben 27 999 lakosa volt, melyből 10 004 csuvas, 7 374 tatár (26,34%), 6 009 baskír (21,46%), 3 095 orosz (11,05%), 1 202 mordvin.
- 2010-ben 26 080 lakosa volt, melyből 9 199 csuvas (35,3%), 6 805 tatár (26,1%), 5 730 baskír (22%), 3 059 orosz (11,8%), 934 mordvin, 74 ukrán, 39 fehérorosz, 17 mari, 2 udmurt.

| Lakosok száma | 34 818 | 27 999 | 27 782 | 26 080 | 25 361 | 24 825 | 24 124 | 23 315 | 22 984 | 22 134 |
|               | 1989   | 2002   | 2008   | 2010   | 2012   | 2013   | 2014   | 2016   | 2017   | 2021   |

## A járáshoz tartozó települések
A mordvin többségű települések megjelölése: ***
- Bizsbuljak, a járás székhelye
- Aitovo
- Aznajevo
- Alekszandrovka
- Alekszejevka
- Alekszejevka
- Antonovka
- Bazlik
- Bars
- Berjozovka
- Bikkulovo
- Bogoljubovka
- Vaszilkino ***
- Verhnyaja Kurmaza
- Visnyovka
- Gyomszkij
- Dubrovka
- Gyuszjanovo
- Jegorovka
- Jelbujak-Matvejevka
- Jelbulaktamak
- Jermolkino
- Zirikli
- Ziriklitamak
- Ibrajkino
- Ivanovka
- Ignaskino
- Iszjakajevo
- Ittyihat
- Kalinovka
- Kamenka
- Kanarejka
- Kandri-Kul
- Karimovo
- Kaszimovka
- Kacskinovo
- Kenger-Meneuz
- Kisztyenli-Bogdanovo
- Kisztyenli-Ivanovka
- Kozsaj-Ikszkije Versini
- Kos-Jelga
- Krasznaja Gorka ***
- Kunakulovo
- Kanikajevo
- Lasszirma
- Liszogorka ***
- Malij Meneuz
- Malij Szegyak
- Meneuz-Moszkva
- Miliszonovka
- Mihajlovka
- Misarovka
- Mullanur-Vahitovo
- Muradimovo
- Muszino
- Naberezsnij
- Nyizsnyaja Kurmaza
- Novaja Szamarka
- Novij Biktyas
- Olhovka
- Pavlovka
- Petrovka
- Petrovka
- Progressz
- Purliga
- Pcselnyik
- Razajevka
- Rudnyiki
- Szarmangyejevka
- Szvetlovka
- Szegyakbas
- Szene-Purnasz
- Szosznovka
- Sztyepanovka
- Sztyepanovka
- Szuhorecska
- Takmakkaran
- Tukaj
- Tulubajevo
- Uszak-Kicsu
- Homutovka
- Csegodajevo
- Csulpan
- Skapovo
- Somirtli